# Давид Жинола
Дави́д Дезире́ Марк Жинола́ (на френски: David Desire Marc Ginola, френско произношение: [da'vid ʒino'la]) е френски футболист, изявявал се още като актьор и манекен.

## Състезателна кариера

### Франция
Жинола започва своята кариера в Тулон. През 1985 година осемнадесетгодишен прави дебют за първия отбор в шампионатен мач срещу Мец за победата с 2-0. В първия си сезон записва четиринадесет срещи, а от 1986 г. е титуляр.
През 1988 г. преминава в Расинг Париж, където остава един сезон. През 1990 г. преминава в състава на Брест, където разгръща таланта си и привлича вниманието на водещите клубове.
През януари 1992 г. преминава в Пари Сен Жермен и веднага се превръща в любимец на публиката от Парк де Пренс.
В първия си сезон с ПСЖ, Жинола печели Купата на Франция  и достигна до полуфинала на Купата на УЕФА, където губи от бъдещия носител на трофея Ювентус с Роберто Баджо в състава си. Преди това на 1/4 финала отстранява отбора на Реал Мадрид, а Жинола бележи по едно попадение в двете срещи. 
В края на 1993 г. в анкета на списание Франс футбол е избран за Футболист на годината във Франция. През следващия сезон ПСЖ воден от португалеца Артур Жорже печели шампионската титла на Франция, а Жинола става водещ голмайстор на отбора, реализирйки 13 гола в 38 срещи, като изпреварва своя съотборник и носител на Златната топка Джордж Уеа.
Сезон 1994/95 под ръководството на новия мениджър Луис Фернандес Жинола отбелязва 11 гола в 28 мача, но отборът му не успява да защити титлата си. Представя се по-добре в други турнири, като печели отново Купата на Франция, както и първото издание на турнира за Купата на Футболната лига.
В Шампионската лига на УЕФА парижани отстраняват финалиста от предното издание на турнира Барселона, но губят полуфинала от защитаващия титлата си отбор на Милан.

### Нюкасъл
През лятото на 1995 г. Жинола решава да напусне Франция и преминава в английския Нюкасъл, воден от Кевин Кийгън за трансферната сума от 2,5 милиона паунда.
Дебютът му е на 19 август 1995 г. за победата с 3-0 срещу Ковънтри. Първия си гол отбелязва на 27 август за победата с 2-0 като гост на Шефилд Уензди. През сезон 1995/96 Нюкасъл завършва на второ място, на четири точки зад Манчестър Юнайтед. Това е най-силното представяне на отбора в продължение на десетилетия, а Жинола е с основен принос.
През 1996 г. Барселона отправя оферта за футболиста, но Нюкасъл я отхвърля. В същия сезон клубът чупи рекорда за трансфер на стойност 15 милиона паунда и подписва с голмайстора Алън Шиърър. Въпреки това Нюкасъл завършва отново на второ място зад Манчестър Юнайтед. По средата на сезона Кевин Кийгън внезапно подава оставка като мениджър, за да бъде наследен от Кени Далглиш.

### Тотнъм
През юли 1997 г. Жинола приема офертата на треньора Джордж Греъм и преминава в Тотнъм за трансферна сума в размер на два милиона паунда. В следващия сезон е обявен за Футболист на годината в Англия, изпреварвайки звездите на Манчестър Юнайтед – Дуайт Йорк и Дейвид Бекъм, съответно на второ и трето място. Французинът е и с огромен принос за спечелването на Купата на Футболната лига срещу Лестър на Уембли, който е първи трофей за Тотнъм от осем години.
На 11 декември 2008 година на официална церемония в Лондон, посветена на 125-ата годишнина от създаването на Тотнъм името на Давид Жинола е записано в Алеята на славата на клуба.

### Астън Вила
На 31 юли 2000 година 33-годишният Давид Жинола подписва с Астън Вила. На страниците на клубния уебсайт мениджърът на отбора Джон Грегъри съобщава за трансфера, като обявява и параметрите по него, според които договорът на французина е за срок от две години, бившият му клуб - Тотнъм ще получи 3 милиона паунда, а самият футболист по 30 хил. седмично. 

### Евъртън
За 18 месеца във Вила Жинола взима участие в едва 19 срещи, като влиза в конфликт с треньора Джон Грегъри, който от своя страна обвинява публично футболиста в наднормено тегло и липса на професионализъм.
През 2002 г. 35-годишен Жинола подписва като свободен агент с Евертън, воден от Уолтър Смит. 
Играе пет мача за клуба, преди да се оттегли през май 2002 г., следкато Дейвид Мойс поема поста мениджър.

## Национален отбор
Дебютът му за националния отбор е през 1987 година, когато взима участие на престижния футболен турнир в Тулон за младежи до 21 години. На този турнир Франция достига до финала, където спори за трофея срещу младежкия нац. отбор на България. В редовното време и след продължения мачът завършва 1-1, а след изпълнение на дузпи Франция печели турнира с 9-8. Давид Жинола е избран за най-добър състезател на турнира, голмайсторския приз печели Любослав Пенев, а за най-добър вратар е избран Клаудио Тафарел.
За първия състав на Франция записва 17 срещи. Участва в квалификациите за СП 94. След негова фрапантна грешка в последния мач срещу България топката му е отнета от Емил Кременлиев и Емил Костадинов отбелязва победното попадение за крайното 1-2, с което българите се класират за световното първенство. След мача треньорът Жерар Улие го обвинява директно като главен виновник за отпадането на Франция от световното първенство. Двамата си разменят взаимни обвинения по медиите, като Жинола дори завежда дело срещу Улие. Следващият треньр на „петлите“ Еме Жаке го връща в първия отбор. Последният си мач за националния отбор Жинола изиграва на 6 септември 1995 година, който е квалификация за Европейско първенство срещу отбора на Азербайджан, завършил с разгромна победа 10-0.

## Извън футбола
Паралелно с кариерата си на футболист Жинола се снима и в киното, участва в редица реклами на Л'Ореал. След края на състезателната си кариера се отдава на винопроизводството. През 2008 година негова марка вино, категория Розе печели сребърен медал на фестивал на френските винопроизводители.

## Успехи
Пари Сен Жермен
- Купа на Франция (2): 1992–93, 1994–95
- Шампион на Франция (1): 1993–94
- Купа на Футболната лига (1): 1995

 Тотнъм
- Купа на Футболната лига (1): 1999

Индивидуални
- Футболист на годината във Франция (France-Football) (1): 1993
- Футболист на годината във Франция (UNFP) (1): 1993–94
- Футболист на годината в Англия (1): 1998–99